# 中学造士館
中学造士館（ちゅうがくぞうしかん、旧字体：中學造󠄁士館󠄁）は、明治期、鹿児島県に存在した中等教育機関（旧制中学校）。

## 年表
- 1878年（明治11年）7月 - 県立鹿児島中学設立。
- 1881年（明治14年）9月 - 公立鹿児島学校設立。
- 1884年（明治17年）12月 - 県立鹿児島中学を公立鹿児島学校へ吸収合併し鹿児島県立中学造士館設立。
- 1887年（明治20年）12月 - 政府へ移管、鹿児島高等中学造士館設立（官立高等中学校）[1]。
- 1896年（明治29年）
  - 9月 - 鹿児島高等中学造士館を廃止。
  - 12月 - 鹿児島県尋常中学造士館設立。
- 1897年（明治30年）
  - 1月 - 鹿児島高等中学造士館廃止時の予科生を収容し第4、5学年を編成。
  - 4月 - 鹿児島県尋常中学校から第2学年から第4学年までの各40名を移籍。
- 1899年（明治32年）4月 - 鹿児島県中学造士館と改称。
- 1901年（明治34年）
  - 5月 - 官立の第七高等学校造士館開校にともない、鹿児島県中学造士館を廃止し、第3学年以下を新たに設立した鹿児島県第一中学校分校に収容、第4学年及び第5学年を鹿児島県第一中学校に収容。

## 県立鹿児島中学・公立鹿児島学校

### 県立鹿児島中学
中学校教則大綱により、1878年（明治11年）7月設立。監事は黒木才蔵。場所は御作事方跡地で、現在の鹿児島市役所前、みなと大通り公園一帯に当たる。のち、敷地の南半分は名山学校に割譲された。当時の授業料は月5銭で、兄弟が在学の場合は一人が半額だった。課程は正則及び変則の2科編制で当初は変則中学科300名を募集した。また、設立当初は定められた中学区内から生徒を募集していたが、明治12年6月に学区制限を廃した。
1881年（明治14年）には本科4年及び予科1年に改編され、変則中学科を予科に吸収し、本科へ進級できるようになったが、さらに1883年（明治16年）に初等科3年及び高等科2年に改編された。

### 公立鹿児島学校
在京の鹿児島県出身者有志（のちの「郷友会」で、会長は仁礼景範）の寄金により1881年（明治14年）9月設立。学校長は椎原国幹（西郷隆盛の叔父）。島津家の賞典禄5万4200円を基金として鹿児島市磯地区の「異人館（鹿児島紡績所技師館）」「集成館」跡で開校。
課程は本科3年及び予科の2科編制。英語を主として漢学や数学等を教える下等中学（当時の学制上の呼称）相当であったとの考察がある。
翌1882年（明治15年）には鹿児島城址に移転。

## 鹿児島県立中学造士館
1884年（明治17年）12月26日、文部省中学校教則大綱と中学校通則により開校。1884年（明治17年）に、島津忠義が県令に「造士館再建の願」を提出し、同年6月には「鹿児島県立中学造士館創立委員会」が発足（委員長・島津珍彦、副委員長・島津忠欽）しており、公立鹿児島学校へ県立鹿児島中学を統合する形で開校した。
館長には島津珍彦が就き、課程は高等中学科及び初等中学科の2科編制、生徒定員は500名で、開校時、中学造士館の本館として鹿児島市磯地区の「異人館」が鹿児島城址に移築され、維持費は、前出・島津忠義の寄付金及び公立鹿児島学校の校費を転用し、県費の支出は皆無であった。
明治二十年造士館騒動
1887年（明治20年）6月22日、寮の朝食で寮生2名が食卓で粗相をした（食事をこぼした）。それを見た寮監が「田舎五郎ノ様子ヲ以テ斯ル軽率ナル事ヲナシ若シ館外ナリセバ踏ミ倒シ呉レン」と罵倒。これに対して鹿児島市以外出身者、すなわち地方出身の寮生が憤慨し寮監を追及するが、暴動は起こさず、寮生代表8名が学校側と話し合った。学校側は結論を出すまでの間、寮生に外出禁止を通達したが、数十名が外出した。その2日後には全員が放館処分を受けた。寮生154名の中には、宮崎県小林地区出身の赤木通弘（1873年〈明治6年〉生、当時14歳）がおり、赤木の手記が1986年（昭和61年）2月に赤木の子孫家で発見され、遠戚により製本・出版がなされて当事件が明らかになった。また、原口泉（当時鹿児島大学法文学部助教授）がナビゲーターを務める「NHKかごしま歴史紀行」の同年9月放送分でも取り上げられている。
1886年（明治19年）4月には、中学校を尋常中学校と高等中学校に分離する「中学校令」が公布され、各府県には一校ずつ尋常中学校が次々に設置された。1887年（明治20年）1月、鹿児島県出身の初代文部大臣・森有礼が帰鹿、中学造士館を視察したが、この際に中学造士館を高等中学校へ昇格させる運動が起こり、島津忠義らによる中学造士館の基金など一切は、高等中学校へ転用された。

## 鹿児島高等中学造士館
1887年（明治20年）12月20日、鹿児島県立中学造士館の（官立）鹿児島高等中学造士館への改編が告示、翌1888年（明治21年）4月、旧・県立中学造士館生徒を収容し開校。生徒の転籍先は、旧・県立中学造士館高等中学科卒業→本科、旧・県立中学造士館初等中学科在籍生→予科補充科。
館長は島津珍彦。課程は本科2年、予科3年、予科補充科2年の3科7年制。島津忠義らの寄付資金11万余円を元資金として、これが生み出す利息などによって運営された。中学校卒業生が不足し、定員割れが慢性化していたほか、「官立」と冠していながら国庫による支出が皆無で授業料が高く、貧困による退学者が多かった
高等中学造士館は1896年（明治29年）まで存続したが、この学校の予科・補充科が、1894年（明治27年）に県費のみによる尋常中学校設立までの間、鹿児島県において尋常中学校の役割を果たした。
1896年（明治29年）9月3日、鹿児島高等中学造士館廃止が告示された。その理由として『鹿児島県史 第四巻』（鹿児島県編、1943年）及び『鹿児島県教育史 下巻』（前出、1961年）は「都合により」、『鹿児島市史 第三巻』（鹿児島市史編纂委員会編、1971年）は「島津忠重はこれを深く遺憾とし」と述べているが、「鹿児島学校と三州義塾 史料と政治的背景についての考察」（芳即正）には「当然運営経費の増加が見込まれ、島津家ではその負担に堪え得ないとして、明治29年度で高等中学造士館は廃止することになった」とある。廃止後、本科在籍生は第五高等学校などに転校したが、予科在籍生の転校先はなく、県庁管理による造士館復活となった。

## 鹿児島県尋常中学造士館
1896年（明治29年）12月設立。旧・鹿児島高等中学造士館の予科生徒を収容して1897年（明治30年）1月25日開校。館長は岩崎行親。当初の生徒数（元・高等中学造士館生）は50名前後であった。
1897年（明治30年）、鹿児島県第一尋常中学校（鹿児島県尋常中学校を改称）の2年生から4年生まで各学年40名を尋常中学造士館に転籍させ、生徒数の確保を図った。尋常中学造士館は現在の「鹿児島県歴史資料センター黎明館」、尋常中学校は現在の「かごしま県民交流センター」敷地にあり、「館馬場（やかたんばば）」（国道10号線）を隔てて並立していた。このような立地環境から、尋常中学造士館は「上の中学」、尋常中学校は「下の中学」と呼ばれ、喧嘩騒ぎも絶えなかった。
1899年（明治32年）4月、「尋常」が外れ、鹿児島県中学造士館と改称。やがて政府に高等学校（旧制）増設の方針が明らかとなると、島津忠重が16万余円並びに中学造士館の建物・設備を政府へ寄付することで鹿児島県への高等学校設置を願い出て、さらに県議会も高等学校開設を建議した。その結果、1901年（明治34年）4月1日には第七高等学校造士館（七高）設置の告示がなされ、同年4月30日をもって鹿児島県中学造士館廃止となった。翌日の5月1日には鹿児島県第一中学校分校を七高内に設立し旧・中学造士館生の3年生以下を収容した。当時の規定で分校には第3学年までしか設置できなかったため、4年生以上は鹿児島県第一中学校に収容された。
鹿児島城址裏、城山自然遊歩道の照国神社側入口より数百メートル左側地点には、「忠芬義芳」碑がある。これは旧・中学造士館と鹿児島中学校（第一中学校を改称したもの）両校の卒業生で日露戦争で戦死した者たちを慰霊するため、1911年（明治44年）5月27日に建てられた。碑文は当時第七高等学校造士館長（元・尋常中学造士館長兼尋常中学校長）であった岩崎行親による。碑がある敷地の脇には、甲南高校3期卒業生で組織される「三甲会」の有志により、卒業五十周年記念事業の一つとして、国や鹿児島市の許可を得て説明板が設置されている。

## 後裔校について
複数の文献で後裔校について言及されている。
- 南日本新聞社
  - 『郷土人系 中』（1969年）[16]
- 山田尚二[17]
  - 「二中の歴史」（『甲南紀要第12号』）（1987年）[18][19][20]
  - 『鹿児島県の中等教育の変遷 中学造士館を中心に』（1976年、本書は上記「二中の歴史」の底本）[21]
- 芳即正[22]
  - 「鹿児島学校と三州義塾 史料と政治的背景についての考察」（『鹿児島純心女子短期大学研究紀要第13号』1983年）[23]
- 小松伸朗
  - 『鹿児島史学 第41号』[24]
- 第七高等学校造士館
  - 「第七高等学校造士館一覧」[25]
- 八幡和郎
  - 『47都道府県の名門高校 藩校・一中・受験校系譜と人脈』（CDIと共著、平凡社新書、2008年）[26]

## 関係者

### 著名な出身者
【凡例：中学〔明治前期〕⇒鹿児島県立中学造士館〔1884-1887年の中学造士館〕、高中予⇒鹿児島高等中学造士館予科、中学〔明治中期〕⇒鹿児島県中学造士館（鹿児島県尋常中学造士館）〔1896-1901年の中学造士館〕】
- 赤塚正助 高中予4回[28] - 国会議員（衆議院）、外交官
- 池松時和 高中予5回[28] - 内務官僚（福井県・千葉県・滋賀県・和歌山県・大阪府・京都府官選知事）
- 市来乙彦 中学〔明治前期〕[29] - 大蔵官僚（大蔵次官）、閣僚（大蔵大臣）、日本銀行総裁、東京市長、国会議員（貴族院、参議院）
- 今村明恒 高中予1回[28] - 地震学者、東京帝国大学教授
- 今村明光 中学〔明治中期〕[30] - 医学者（内科学）、東京女子医学専門学校教授
- 岩元禎 高中予1回[28] - 哲学者、第一高等学校 (旧制)教授
- 大牟礼南島 中学〔明治前期〕[31] - 洋画家
- 神川長久 中学〔明治前期〕[32] - 国会議員（衆議院）、実業家
- 川口彦治 高中予5回[28] - 内務官僚（大分県・奈良県・秋田県・熊本県・愛知県官選知事）、実業家
- 川越壮介 高中予8回[28] - 宮崎市長、内務官僚（沖縄県・徳島県官選知事）
- 河野鉎次郎 高中予5回[28] - 大日本帝国陸軍軍人
- 久木田叶 ※中退[32] - 国会議員（衆議院）
- 児玉好熊 中学〔明治前期〕[32] - 国会議員（衆議院）
- 島津長丸 高中予7回[28] - 国会議員（貴族院）、学校経営者、宮之城島津家当主
- 田中国重 ※高中予転出（1回卒生と同期）[33] - 大日本帝国陸軍軍人
- 飛岡卯一郎 高中予6回[28] - 国会議員（衆議院）
- 永山時英 高中予1回[28] - 歴史学者（長崎地域史）、長崎県立長崎図書館初代館長、第七高等学校造士館 (旧制)教授
- 新元鹿之助 高中予2回[28] - 技官、鉄道技師、台湾総督府鉄道部長、歌人
- 野間真綱 中学〔明治中期〕 - 英語学者、第七高等学校造士館 (旧制)教授、夏目漱石門下生
- 野村伝四 中学〔明治中期〕 - 民俗学・方言学研究者、文筆家、教育者、夏目漱石門下生
- 橋口五葉 中学〔明治中期〕[34] - 装幀家、浮世絵研究者、画家
- 橋本精次 中学〔明治中期〕[30] - 漢文学者、第七高等学校造士館 (旧制)教授
- 久留義郷 ※高中予在籍[35] - 国会議員（衆議院）、鉄道官僚
- 藤島武二 ※県立鹿児島中学在学[36] - 洋画家、帝国美術院・帝国芸術院会員、文化勲章受章者、東京美術学校 (旧制)教授
- 藤田栄介 中学〔明治中期〕[30] - 外交官（総領事、公使）
- 泉二新熊 高中予8回[28] - 大審院長、検事総長、枢密顧問官、法学者（刑法）
- 山下兼秀 中学〔明治中期〕[31] - 洋画家
- 山下長 ※中学〔明治中期〕転出[35] - オリンパス（旧・高千穂製作所）創業者、高千穂製作所社長
- （有島武郎 ※中学〔明治前期〕聴講[37] - 小説家）

### 著名な教職員
【凡例：中学〔明治前期〕⇒鹿児島県立中学造士館〔1884-1887年の中学造士館〕、高中⇒鹿児島高等中学造士館、中学〔明治中期〕⇒鹿児島県中学造士館（鹿児島県尋常中学造士館）〔1896-1901年の中学造士館〕】
校長
- 椎原国幹 公立鹿児島学校 校長[38] - 旧薩摩藩士
- 島津珍彦 中学〔明治前期〕館長[38]/高中 館長[39] - 国会議員（貴族院）、重富島津家当主
- 岩崎行親 中学〔明治中期〕館長 - 教育者、第七高等学校造士館 (旧制)初代校長

教職員
- 伊藤篤太郎 高中 植物・動物教授[39] - 植物学者
- 岡倉由三郎 高中 英語・国語教授[39] - 英学者
- 鎌田栄吉 公立鹿児島学校 教員（教頭）[40] - 慶應義塾塾長、国会議員（貴族院、衆議院）、閣僚（文部大臣）、枢密顧問官
- 川島純幹 高中 教授[41] - 官僚（官選知事）
- 幣原坦 高中歴史教授[39] - 東洋史学者、教育行政官、東京帝国大学教授、広島高等師範学校教授・校長、台北帝国大学初代総長、枢密顧問官
- 高見弥市 中学 数学教員/高中 図書掛[39] - 薩摩藩英国留学生（土佐藩脱藩者）
- 玉名程三 高中 物理教授[39] - 東京物理学講習所創立者の一人
- 千頭清臣 高中 教授[41] - 官僚（官選知事）、国会議員（貴族院）
- 中馬庚 中学〔明治中期〕教授[32] - 教育者、野球指導者・研究者、県中学造士館の後も鹿児島県第一中学校分校・鹿児島県立鹿児島中学校分校・鹿児島県立第二鹿児島中学校の教員を引き続き務める（分校長、第二鹿児島中初代教頭）
- 前田元敏 高中 教授[41] - 英学者
- 松田正久 高中 教頭[41] - 司法省検事、国会議員（衆議院議長）、閣僚（司法大臣、大蔵大臣、文部大臣）
- 谷田部梅吉 高中 数学・力学教授（教頭）[39] - 東京物理学講習所第2代所長、東京大学 (旧制)図書館第3代館長、初代マニラ領事
- 山田新一郎 高中 法学通論・政治地理・英語教授[39] - 官僚（官選知事）、神職
- 横地石太郎 高中 教授[41] - 物理化学者、教育者、考古学者
- リロイ・ランシング・ジェーンズ 中学〔明治中期〕英語教員[42] - 熊本洋学校設立者